# Синьгома (приток Толшмы)

Синьгома — река в России, протекает в Вологодской области, в Тотемском районе. Устье реки находится в 61 км по правому берегу реки Толшма. Длина реки составляет 14 км.
Исток реки расположен в болотах неподалёку от деревни Ваулово в 17 км к юго-востоку от села Никольское и в 55 км к югу от Тотьмы. Из того же болота берёт начало одноимённая река, впадающая в Печеньгу.  На всём протяжении Синьгома течёт на юго-запад по заболоченному лесу, населённых пунктов и крупных притоков нет. Впадает в Толшму чуть ниже деревни Предтеча (Муниципальное образование «Толшменское»).

## Данные водного реестра
По данным государственного водного реестра России относится к Двинско-Печорскому бассейновому округу, водохозяйственный участок реки — Северная Двина от начала реки до впадения реки Вычегда, без рек Юг и Сухона (от истока до Кубенского гидроузла), речной подбассейн реки — Сухона. Речной бассейн реки — Северная Двина.
По данным геоинформационной системы водохозяйственного районирования территории РФ, подготовленной Федеральным агентством водных ресурсов: 
- Код водного объекта в государственном водном реестре — 03020100312103000007841.
- Код по гидрологической изученности (ГИ) — 103000784.
- Код бассейна — 03.02.01.003.
- Номер тома по ГИ — 03.
- Выпуск по ГИ — 0.